# Кодисцкаро (Тетрицкаройский муниципалитет)
Кодисцкаро (груз. კოდისწყარო) — село в Грузии, на территории Тетрицкаройского муниципалитета края (мхаре) Квемо-Картли.

## География
Село находится в юго-восточной части Грузии, на левом берегу реки Алгети, на расстоянии приблизительно 21 километра (по прямой) к северо-западу от города Тетри-Цкаро, административного центра муниципалитета. Абсолютная высота — 1288 метров над уровнем моря.

## Население
По результатам официальной переписи населения 2014 года в Кодисцкаро проживало 8 человек (5 мужчин и 3 женщины). В национальной структуре населения грузины составляли 100 %.
| Год  | Население, человек |
| ---- | ------------------ |
| 2002 | 15                 |
| 2014 | ↘ 8                |